# Feock
Feock – wieś w Anglii, w Kornwalii. Leży 36 km na wschód od miasta Penzance i 375 km na południowy zachód od Londynu. W 2001 miejscowość liczyła 3505 mieszkańców.